# Formidable! – 40 Franse chansons van Brel tot Stromae
Formidable! – 40 Franse chansons van Brel tot Stromae – album kompilacyjny wielu wykonawców, wydany 14 marca 2014 roku przez Universal Music Group.

## Lista utworów
Źródło: Dutch Charts

### CD1
| Nr  | Tytuł                                                           | Długość |
| --- | --------------------------------------------------------------- | ------- |
| 1.  | „Formidable” (Stromae)                                          | 3:32    |
| 2.  | „Ne me quitte pas” (Jacques Brel)                               | 3:48    |
| 3.  | „J'me tire” (Maître Gims)                                       | 4:11    |
| 4.  | „Nathalie” (Gilbert Bécaud)                                     | 4:02    |
| 5.  | „Dernière danse” (Indila)                                       | 3:32    |
| 6.  | „Aïcha” (Khaled)                                                | 4:11    |
| 7.  | „Tu es foutu” (In-Grid)                                         | 3:36    |
| 8.  | „La tribu de Dana” (Manau)                                      | 3:44    |
| 9.  | „Vous permettez, Monsieur?” (Adamo)                             | 2:59    |
| 10. | „Voyage voyage” (Desireless)                                    | 4:18    |
| 11. | „Je t’aime... moi non plus” (Jane Birkin avec Serge Gainsbourg) | 4:19    |
| 12. | „Quelqu'un m'a dit” (Carla Bruni)                               | 2:42    |
| 13. | „Hier encore” (Charles Aznavour)                                | 2:18    |
| 14. | „Hôtel des Caravelles” (Julien Clerc)                           | 3:20    |
| 15. | „Comment te dire adieu” (Françoise Hardy)                       | 2:23    |
| 16. | „Je veux” (Zaz)                                                 | 3:35    |
| 17. | „Complainte pour Ste-Catherine” (Kate & Anna McGarrigle)        | 2:44    |
| 18. | „Une fille aux yeux clairs” (Michel Sardou)                     | 2:39    |
| 19. | „La poupée qui fait non” (Michel Polnareff)                     | 3:11    |
| 20. | „Casser la voix (Live)” (Patrick Bruel)                         | 4:34    |

### CD2
| Nr  | Tytuł                                                          | Długość |
| --- | -------------------------------------------------------------- | ------- |
| 1.  | „Alors on danse” (Stromae)                                     | 3:24    |
| 2.  | „La chanson de Jacky” (Jacques Brel)                           | 3:22    |
| 3.  | „Ce n’est rien” (Julien Clerc)                                 | 3:29    |
| 4.  | „Pour moi la vie va commencer” (Johnny Hallyday)               | 2:10    |
| 5.  | „Tendre est la nuit” (David Hallyday)                          | 3:53    |
| 6.  | „Inch’ Allah” (Adamo)                                          | 4:48    |
| 7.  | „Désenchantée” (Kate Ryan)                                     | 3:37    |
| 8.  | „Slipping Away (Crier la vie)” (Moby & Mylène Farmer)          | 3:35    |
| 9.  | „Osez Joséphine” (Alain Bashung)                               | 2:55    |
| 10. | „À ma place” (Axel Bauer & Zazie)                              | 4:17    |
| 11. | „Le lac Majeur” (Mort Shuman)                                  | 5:21    |
| 12. | „Avancer” (Garou)                                              | 3:53    |
| 13. | „Petite Émilie” (Keen’V)                                       | 3:20    |
| 14. | „Voici les clés” (Gérard Lenorman)                             | 3:43    |
| 15. | „Pour un flirt” (Michel Delpech)                               | 3:21    |
| 16. | „Il est cinq heures, Paris s’éveille” (Jacques Dutronc)        | 3:53    |
| 17. | „Le printemps” (Michel Fugain et le Big Bazar)                 | 2:24    |
| 18. | „Je suis venue te dire que je m’en vais” (Jo Lemaire + Flouze) | 3:36    |
| 19. | „So Far Away from L.A.” (Nicolas Peyrac)                       | 4:09    |
| 20. | „For Me... Formidable” (Charles Aznavour)                      | 2:16    |

## Pozycje na listach
| Państwo  | Lista (2014–2017)  | Najwyższa pozycja |
| -------- | ------------------ | ----------------- |
| Holandia | Compilation Top 30 | 2                 |
| Holandia | CombiAlbum Top 100 | 4                 |